# Osinniki (obwód brzeski)
Osinniki (biał. Асіннікі, Asinniki; ros. Осинники, Osinniki) – wieś na Białorusi, w obwodzie brzeskim, w rejonie kamienieckim, w sielsowiecie Dmitrowicze, przy drodze republikańskiej R98.
Położone są w granicach Parku Narodowego „Puszcza Białowieska”.

## Historia
W XIX i w początkach XX w. położone były w Rosji, w guberni grodzieńskiej, w powiecie brzeskim, w gminie Dmitrowicze.
W dwudziestoleciu międzywojennym leżały w Polsce, w województwie poleskim, w powiecie brzeskim, w gminie Dmitrowicze. W 1921 miejscowość liczyła 35 mieszkańców, zamieszkałych w 7 budynkach, wyłącznie Polaków wyznania prawosławnego.
Po II wojnie światowej w granicach Związku Sowieckiego. Od 1991 w niepodległej Białorusi.